# Lee Tai-young
Lee Tai-young (* 10. August 1914 in P’yŏngan-pukto, Nordkorea; † 16. Dezember 1998 in Seoul, Südkorea) war eine südkoreanische Anwältin.  Sie war 1946 die erste Jurastudentin Koreas, 1952 die erste Rechtsanwältin Koreas und gründete das erste Rechtsberatungszentrum des Landes.

## Leben und Werk
Lee wurde in einem Bergdorf in Unsan in der Provinz Nord-Pyongan geboren. Ihre Eltern waren Methodisten und engagierten sich stark in der von ihrem Großvater mütterlicherseits gegründeten örtlichen Kirche. 1931 erhielt Lee ihren Abschluss an der Jeongui Girls’ High School in Pjöngjang und arbeitete als Lehrerin, bevor sie 1932 ihr Studium in der Abteilung für Hauswirtschaft der Ewha Womans University begann. Dort erhielt sie 1936 als Jahrgangsbeste ihren Bachelor-Abschluss in Hauswirtschaft.
Anschließend arbeitete sie als Lehrerin an der Pjöngjanger Mädchenoberschule. In einer Kirche in Pjöngjang lernte sie den methodistischen Geistlichen Jeong Il-hyung kennen und heiratete ihn. 1938 zog sie mit ihm nach Seoul, damit ihr Ehemann eine Stelle am Methodist Theological Seminary annehmen konnte. Während der ersten zehn Jahre ihrer Ehe unterstützte sie ihren Ehemann, der sich in der koreanischen Unabhängigkeitsbewegung engagierte.
1945 wurde ihr Ehemann von der japanischen Kolonialregierung fünf Jahre lang ohne Gerichtsverfahren inhaftiert, weil er „Anti-Japaner“ und möglicherweise ein amerikanischer Spion war. Er hatte in den USA eine Schule besucht und war politisch aktiv, was ihn verdächtig machte.
Nach der Geburt von vier Kindern studierte Lee im Alter von 32 Jahren als erste Frau an der juristischen Fakultät der Seoul National University. Nach der Teilung Koreas blieb Lee in Seoul und bestand 1952 als erste Frau die nationale Richterprüfung. 1957 erwarb sie an derselben Universität einen Master-Abschluss mit einer Arbeit über Scheidung. Da ihr Mann jedoch Mitglied der Oppositionspartei war, wurde ihr die Ernennung zur Richterin verweigert, sodass sie ihre eigene Anwaltskanzlei eröffnete und Koreas erste Anwältin wurde.
1956 gründete sie eine Rechtsberatungsstelle für Frauen, die Vorgängerin der heutigen Familienrechtsberatungsstelle. Ihre Arbeit in diesem Zentrum festigte ihre Überzeugung, dass die Reform des koreanischen Rechtssystems das Wichtigste zur Bekämpfung der Geschlechterungleichheit im Rechtsbereich sei. Vor diesem Hintergrund begann Lee zusammen mit anderen Frauen, Druck auf das Justizministerium und die Nationalversammlung auszuüben, damit diese das Familienrecht reformieren und Geschlechterdiskriminierung abschaffen. 1957 wurden diese Gesetze reformiert und 1960 traten sie in Kraft. Unter anderem wurde die Verpflichtung einer verheirateten Frau abgeschafft, bei der Klageerhebung die Erlaubnis ihres Mannes einzuholen, Frauen und Männern wurden gleiche Rechte bei Scheidung oder Adoption von Kindern gewährt und verheirateten Frauen wurde das Recht eingeräumt, Eigentum zu erben.
Von 1963 bis 1971 war sie Professorin und Dekanin des College of Law and Political Science an der Ewha Womans University. Hier nahm sie Änderungen am Lehrplan vor und entwickelte ein juristisches Ausbildungsprogramm für Studentinnen. 1973 war Lee maßgeblich an der Gründung einer Gruppe nord- und südkoreanischer Frauen beteiligt, um die Reform des Familienrechts weiter voranzutreiben.
1976 beteiligten sich Lee und ihr Mann an der Myeongdong-Erklärung, die die Rückgabe bürgerlicher Freiheiten für koreanische Bürger forderte. Aufgrund dieser und anderer öffentlich vertretener politischer Ansichten zugunsten der liberalen Demokratie wurde Lee als Feind der Regierung angesehen und von Präsidentin Park Chung-hee verhaftet. 1977 wurde sie zu einer dreijährigen Bewährungsstrafe verurteilt, verlor ihre bürgerlichen Freiheiten und verlor für zehn Jahre ihre Anwaltslizenz.
Ihre Anwaltskanzlei existierte weiter und entwickelte sich zum Korea Legal Aid Center for Family Relations, Südkoreas erster Rechtshilfegesellschaft. Im Laufe von 20 Jahren haben Lee und neun weitere Beraterinnen mehr als 94.000 Fälle bearbeitet. Lee und ihr Team setzten sich außerdem erfolgreich für Änderungen von Gesetzen in Südkorea ein, die Frauen benachteiligten.
Lee schrieb Bücher über Frauen und Geschlechterungleichheit, insbesondere im juristischen Bereich, sowie eine Autobiografie und übersetzte Eleanor Roosevelts Buch On My Own ins Koreanische.
Lee starb 1998 im Alter von 84 Jahren.

## Auszeichnungen und Ehrungen (Auswahl)
- 1975:  Ramon-Magsaysay-Preis[7]
- 1978: International Legal Aid Award der International Legal Aid Association
- 1981: Ehrendoktorwürde der Drew University in Madison
- 1984: Methodistischer Friedenspreis
- 2015: Lee Tai-youngs 101. Geburtstag wurde am 10. August 2015 mit einem Google Doodle geehrt[8]

## Veröffentlichungen (Auswahl)
- Commonsense in Law for Women. 1972.
- Dipping the Han River Out With A Gourd. 1984